# ルーシャス・オブライエン (第15代インチクィン男爵)

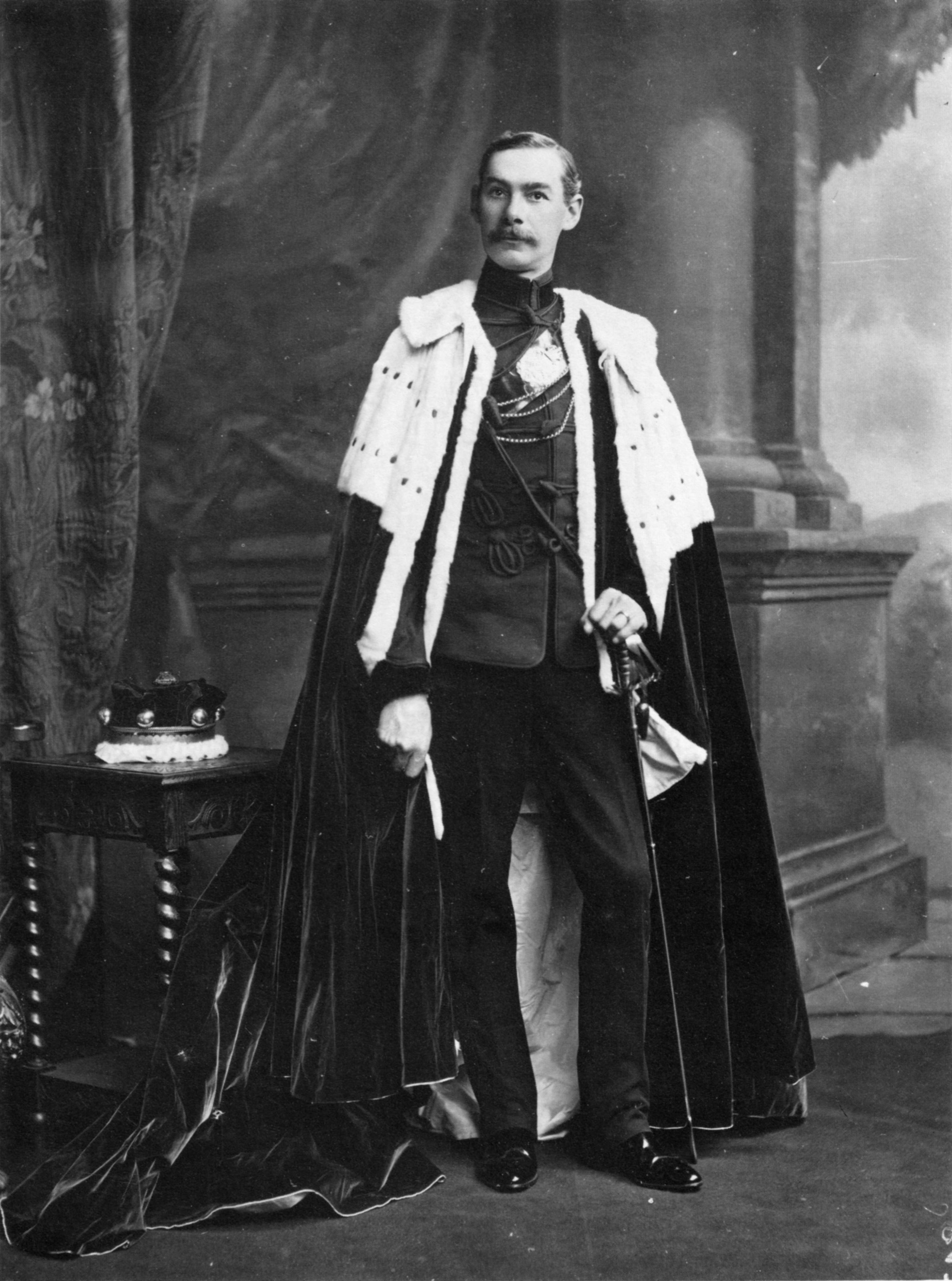
第15代インチクィン男爵

第15代インチクィン男爵ルーシャス・ウィリアム・オブライエン（Lucius William O'Brien, 15th Baron Inchiquin、1864年6月21日 – 1929年12月9日）は、イギリスの政治家、アイルランド貴族。保守党に属し、アイルランド貴族代表議員を務めた。

## 生涯
第14代インチクィン男爵エドワード・オブライエンと1人目の妻エミリー（1842年9月14日 – 1868年1月3日、第2代ヘイツベリー男爵ウィリアム・エイコート＝ホームズの娘）の長男として、1864年6月21日にハンプシャーのビショップス・ウォルサムの近くにあるベルモア・ハウス（Belmore House）で生まれ、7月17日にハンプシャーのアパムで洗礼を受けた。1878年から1880年までイートン・カレッジで教育を受けた。
1882年3月18日にクレア民兵隊の中尉になり、1885年12月16日にロイヤル・アイリッシュ・ライフルズ連隊に転じた。1886年にライフル旅団第3大隊に転じ、1893年5月3日に引退した。その後、1896年に予備役に編入された。このほか、クレア県の治安判事、副統監、シュロップシャーの治安判事に選出され、1898年にクレア県長官を務めた。
1900年4月9日に父が死去すると、インチクィン男爵位を継承した。同年11月23日にアイルランド貴族代表議員に選出され、1929年に死去するまで務めた。貴族院では保守党に属した。1921年6月の南アイルランド上院選挙において、アイルランド貴族の互選により議員に選出された。
1929年12月9日にクレア県ドロモランド城で死去、13日にクレア県キルナスーラーで埋葬された。長男ドノー・エドワード・フォスターが爵位を継承した。

## 家族
1896年1月14日、エセル・ジェーン・フォスター（Ethel Jane Foster、1940年6月5日没、ジョンストン・J・フォスターの娘）と結婚、3男3女をもうけた。
- ドノー・エドワード・フォスター（英語版）（1897年1月5日 – 1968年10月19日） - 第16代インチクィン男爵[8]
- キャサリン・ベリル（Katharine Beryl、1898年4月19日 – ?） - 1929年4月9日、ジョン・フランシス・パトリック・ギャラガー（John Francis Patrick Gallagher、パトリック・ギャラガーの息子）と結婚[9]
- フェドリグ・ルーシャス・アンブローズ（英語版）（1900年4月4日 – 1982年5月20日） - 第17代インチクィン男爵[8]
- フィオン・マイルズ・マリオンズ（Fionn Myles Maryons、1903年10月28日 – 1977年8月2日） - 1939年6月21日、ジョセフィーン・レーン・ベンバロン（Josephine Reine Bembaron、1913年ごろ – 2011年10月27日[10]、ジョセフ・ユージーン・ベンバロンの娘）と結婚、子供あり[9]。第18代インチクィン男爵コナー・オブライエン（英語版）の父[8]
- グリセルダ・エセルドレダ・クロダー（Griselda Etheldreda Clodagh、1906年10月19日 – 1994年[11]） - 1953年3月14日、デイヴィッド・クリフォード・クリストファーソン（David Clifford Christopherson、ヘンリー・クリフォード・クリストファーソンの息子）と結婚[9]
- フィノラ・ヘルガ・レティシア・モニカ（Finola Helga Laetitia Monica、1910年9月22日 – 1975年6月14日） - 1968年9月7日、ホウェル・エフィンガム・デイビス（Howell Effingham Davis、1974年4月1日没、ウォルター・ステュアート・デイビスの息子）と結婚[9]